# Martynas
Martynas ist ein litauischer männlicher Vorname (abgeleitet von Martin).

## Ableitungen
Folgende Nachnamen sind Ableitungen des Vornamens:
- Martinaitis
- Martynaitis
- Martinėnas
- Martinkus

## Namensträger
- Fridrichas Martynas Mačiulis  (1847–1929), deutscher Gutsbesitzer und Politiker, MdR, siehe Friedrich Martin Mattschull
- Martynas Andriuškevičius (* 1986), litauischer Basketballspieler
- Martynas Anysas (1895–1974), litauischer Jurist, Historiker und Diplomat
- Martynas Gecevičius (* 1988), litauischer Basketballspieler
- Martynas Gedvilas (*  1989), Politiker,  Mitglied des Seimas
- Martynas Katelynas (* 1995), Politiker, Mitglied des Seimas
- Martynas Mažeika (* 1985), litauischer Basketballspieler
- Martynas Mažvydas (1510–1563), litauischer Pfarrer, Schriftsteller und Herausgeber
- Martynas Pocius (* 1986), litauischer Basketballspieler
- Martynas Šiurkus (* 1978), Politiker, Vizeminister für Soziales und Arbeit
- Martynas Švėgžda von Bekker (* 1967), litauischer Geiger und Musikpädagoge
- Martynas Počobutas-Odlianickis (1728–1810), polnisch-litauischer Astronom, Jesuit und Mathematiker, siehe Marcin Odlanicki Poczobutt
- Martynas Levickis (* 1990), litauischer Akkordeonist